# Abnoba

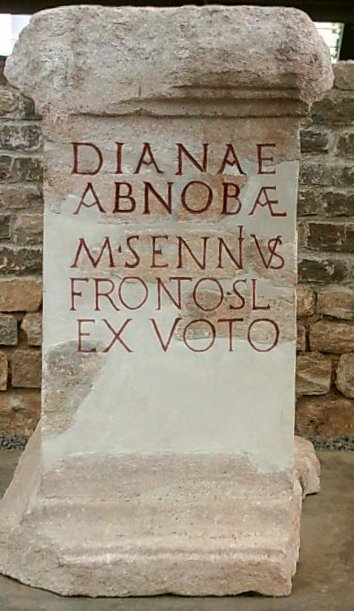
Rekonstruierte Weiheinschrift in Badenweiler

Abnoba ist eine weibliche Gottheit der keltischen Religion. Sie personifizierte den Schwarzwald, der in der Antike den Namen Abnoba mons trug. Nach der Interpretatio Romana wird sie mit Diana gleichgesetzt.

## Etymologie und Mythologie
Die Etymologie des Namens Abnoba ist ungeklärt. Ursprünglich wird der Schwarzwald schon bei Plinius und Tacitus so genannt, zur Zeit der Römerherrschaft in Gallien sind die ersten Weiheinschriften entstanden. Ein an der Brigachquelle bei St. Georgen im Schwarzwald gefundenes Relief wird mit der Diana Abnoba in Verbindung gebracht. Darauf sind ein Hirsch, ein Hase und ein Vogel zwischen Menschenköpfen zu sehen. Die Zuweisung ist allerdings ungesichert.
Wegen dieses und ähnlicher Funde wird Abnoba als Beschützerin des Waldes, des Wildes und der Quellen, insbesondere als Schutzpatronin der Heilquellen in Badenweiler interpretiert. Die Gleichsetzung mit Diana zeigt etwa eine in Badenweiler aufgefundene Weiheinschrift eines Stifters namens Fronto, der damit ein Gelübde einlöste. Wahrscheinlich stand auf dem Sockel, der diese Inschrift trägt, ursprünglich eine Statue dieser Gottheit. Tatsächlich wurden in Badenweiler auch Leiden kuriert, die zu ungewollter Kinderlosigkeit führten, und in den Thermen dieses Ortes war ungewöhnlicherweise die Frauenabteilung nicht kleiner als die für Männer. Abnoba könnte für die Besucher von Badenweiler somit auch als Fruchtbarkeitsgottheit gegolten haben.
In Pforzheim, der Pforte zum Schwarzwald, im Bereich der Altstadtkirche St. Martin, wurde ein Altarstein der Göttin geborgen. In unmittelbarer Nähe wurde auch eine Holzstatuette der Göttin Sirona in einem Brunnen entdeckt. Die Kirche ruht auf römischen Fundamenten an der Furt über die Enz. Der Abnobafund lässt einen kelto-romanischen Ursprung der Siedlung PORTUS annehmen.

## Inschriften
| Fundort               | Verzeichnis   | Inschrift        |
| Badenweiler           | CIL 13, 5334  | DIANAE ABNOB…    |
| Bad Cannstatt         | CIL 13, 11746 | ABNOBAE …        |
| Bad Cannstatt         | CIL 13, 11747 | …NOBE …          |
| Karlsruhe-Mühlburg    | CIL 13, 6326  | DEAE ABNOB…      |
| Mühlebach bei Haslach | CIL 13, 6283  | DEANAE ABNOBAE … |
| Pforzheim             | CIL 13, 6332  | …NOBE …          |
| Pforzheim             | CIL 13, 11721 | ABN…             |
| Rötenberg             | CIL 13, 6357  | ABNOBAE …        |
| Waldmössingen         | CIL 13, 6356  | ABNOBAE …        |